# Johan IV van Saksen-Lauenburg
Johan IV van Saksen-Lauenburg (overleden in 1414) was van 1401 tot 1412 hertog van Saksen-Lauenburg. Hij behoorde tot het huis Ascaniërs.

## Levensloop
Johan IV was een zoon van hertog Erik IV van Saksen-Lauenburg en diens echtgenote Sophia van Brunswijk-Lüneburg, dochter van hertog Magnus II.
In 1401 erfde zijn vader Erik IV het hertogdom Saksen-Bergedorf-Mölln na de dood van diens neef in de tweede graad Erik III. Erik IV kon hierdoor de twee zijhertogdommen van Saksen-Lauenburg herenigen, maar hij besloot de regering van het herenigde Saksen-Lauenburg te delen met Johan en zijn oudere broer Erik V. Het grootste deel van Saksen-Bergedorf-Mölln was echter niet meer in handen van de Ascaniërs, zoals de heerlijkheid Mölln, de heerlijkheid Bergedorf, de Vierlande, de helft van het Saksische Woud en de stad Geesthacht, die tijdens het bewind van Erik III allemaal waren verpand aan de stad Lübeck.
Erik III had de stad Lübeck de toestemming gegeven om na zijn dood bezit te nemen over deze gebieden totdat zijn erfopvolgers het krediet van 26.000 Lübeckse marken konden terugbetalen, waarna deze gebieden terug naar Saksen-Lauenburg zouden gaan. Erik IV wilde daar echter niets van weten en veroverde samen met Johan IV en Erik V de verpande gebieden nog voor Lübeck ze in bezit had kunnen nemen en zonder het krediet terug te betalen. Dit leidde tot geen enkele tegenstand van Lübeck.
Johan had hoge schulden bij de burgerij van de stad Hamburg. Tijdens een bezoek aan de stad onder vrijgeleide geschonken door de Hamburgse Senaat, werd hij onder handen genomen door zijn schuldeiser Hein Brandt, die Johan aanmaande op een manier die de hertog beschouwde als beschimping. Johan ging klagen bij de Senaat, waarna Brandt de aanmaning toegaf en werd gearresteerd. Dit veroorzaakte oproer bij de bevolking in Hamburg, waarna de bevolking een Raad van Achtenveertig verkoos die op 10 augustus 1410 samen met de Hamburgse Senaat een akkoord opstelde dat het privilege van de Senaat om arrestaties te verrichten zonder voorafgaand gerechtelijk verhoor beëindigde. De Raad van Achtenveertig, in 1687 de Raad van Zestig geworden, bleef bestaan en ontwikkelde zich tot de eerste permanente vertegenwoordiging van de burgers van Hamburg, de kern van het huidige Hamburgse Parlement.
In 1411 verpandden Johan, zijn broer Erik V en zijn vader Erik IV hun deel in de landvoogdij over de meierij Bederkesa en het kasteel van Bederkesa aan de Senaat van Bremen, inclusief alle jurisdicties in het Friese Land Wursten en in Lehe, die behoorden het eerder genoemde kasteel en de eerder genoemde landvoogdij. Het hertogdom Saksen-Lauenburg had hun deel in jurisdictie, landvoogdij en kasteel verworven via de Ridders van Bederkesa, die in de periode 1349-1350 grotendeels gestorven waren aan de pest. 
In 1411 stierf Johans vader Erik IV, waarna hij Saksen-Lauenburg verder bestuurde met zijn broer Erik V. In 1412 beëindigde Erik V de gezamenlijke regering over Saksen-Lauenburg en werd Johan IV afgezet als hertog. Twee jaar later, in 1414, stierf Johan ongehuwd en zonder nakomelingen.